# 原型 (工程)

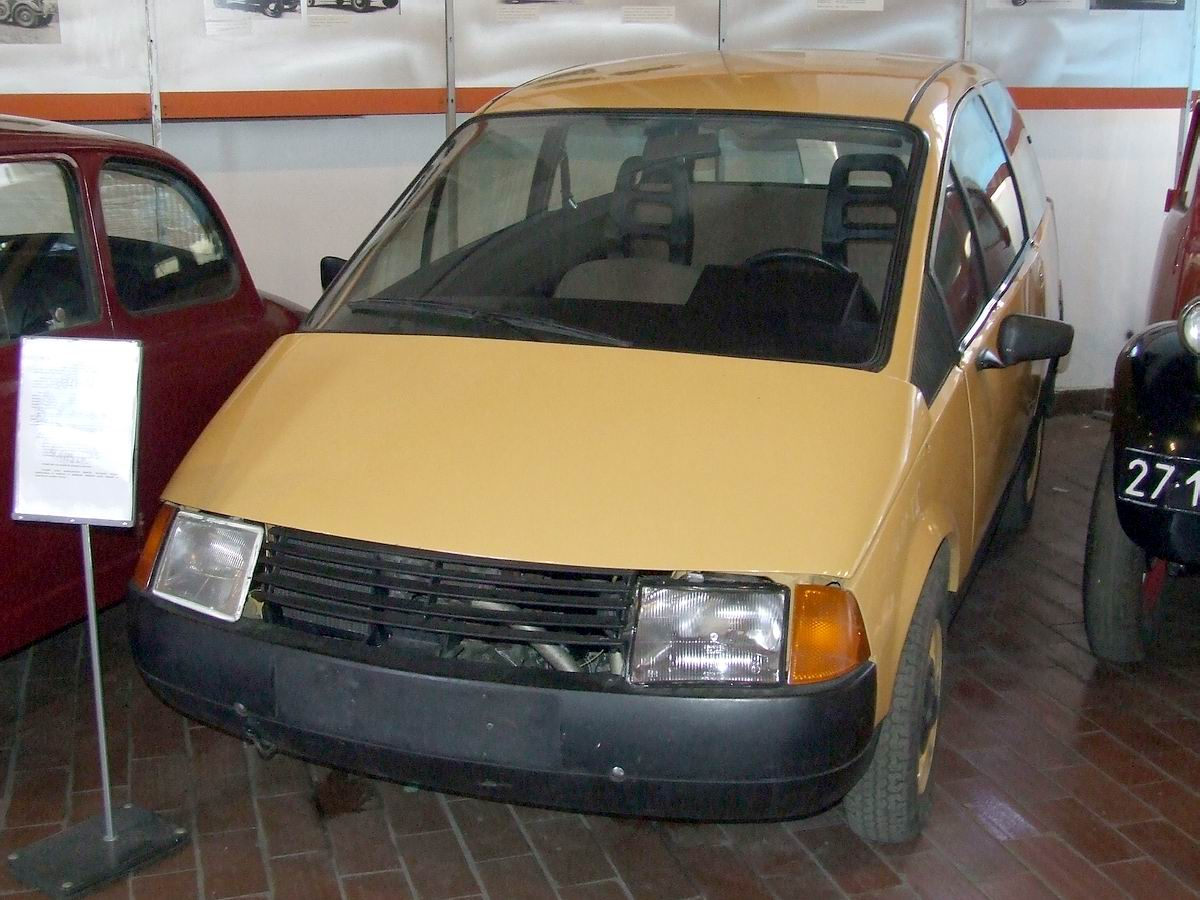
1987年波兰产的Beskid 106型掀背车样车

原型（英語：Prototype）是指某种新技术在投入量产之前的所作的模型，用以检测产品质素，保障正常运行。在电子技术、机械工程、车辆工程、航空工程及建築工程等方面广泛运用，实验产品相应地被称为样机、样车等。广义上来讲，通过计算机模拟技术也可以实现这一目的。

## 原型類別
驗證原型：用於驗證最初設計的一些關鍵功能，沒有最終產品的所有功能。
工作原型：最終產品所有的或幾乎所有的功能。
視覺原型：預期設計的尺寸和外觀，而不是功能。
形態原型：是初期的視覺原型，強調其中設計的幾何特徵，不是很重視顏色、紋理，或其他與最終外觀相關的屬性。
使用者體驗原型：在功能與外觀上相當完整的原型，可以用於使用者研究。
功能原型：完成設計上所要求的功能和外觀，但可能是與最終設計使用不同的技術和不同的尺寸來創建。
紙上原型：印刷的或手繪的軟體產品之使用者介面。這些原型通常用於設計軟件時，在早期的設計階段時進行軟體功能盤點，以便在投入更多耗費成本的設計之前，先確認設計決策是否正確。

## 原型與最終產品的差異
一般來說，原型的創建與最終產品的創建有所不同，一些基本的分別方式：
材料：最終產品使用的材料可能是昂貴的或不易製造的，因此用不同於最終產品的材料來製做原型。有時候甚至最終產品的材料都還在開發中，還沒辦法用在原型。
過程：批量生產不適合製造少量零件，因此原型可能使用與最終產品不同的製程來製作。例如，通過塑料射出成型製成的最終產品，需要昂貴的成型模具，為節省費用可以通過機械加工或3D列印來製造原型。
驗證：最終產品可能需要進行多項品質測試，以驗證是否符合設計或規格。通常假設一些調整或返工，為製造過程的一部分。原型也可以免除適用於最終產品的一些要求。
工程師和原型專家試圖盡量減少這些差異對原型的影響。例如，如果視覺原型不能使用與最終產品相同的材料，他們將嘗試使用具能模擬最終材料的替代材料。

## 原型的特點和限制
工程師和原型設計專家試圖了解原型的限制，以精確模擬其預期設計的特徵。
重要的是要意識到，通過他們的定義，原型將代表最終生產設計的一些妥協。由於材料，工藝和設計保真度的差異，原型可能無法執行可靠性，而生產設計可能已經很好。一個反直覺的想法是，原型可能實際上可以接受，而生產設計可能有缺陷，因為原型材料和製造流程可能比其對應的產品更好。
一般來說，可以預期由於材料和工藝的低效率使單個原型成本將大大高於最終生產成本。原型也用於修改設計，以通過優化和細化降低成本。
可以使用原型測試來降低設計可能無法按預期執行的風險，但原型通常不能消除所有風險。原型因為一些實用和操作的局限性為法匹配產品預期的最終性能，在進行生產設計之前往往需要需要一些調整及工程判斷。
構建完整的設計通常是昂貴的，並且可能是耗時的，特別是當重複多次構建完整的設計時，弄清問題是什麼以及如何解決它們，然後構建另外一個完整的設計。

## 工程科學
在技術研究方面，技術演示者是作為新技術或未來產品的概念驗證和演示模型的原型，證明了其可行性並展示了可想到的應用。
在大型開發項目中，測試台是對新技術、組件、科學理論和計算工具進行嚴格實驗和測試的平台和原型開發環境。
隨著計算機建模的最新進展，消除物理原型的創建變得越來越實用（除了促銷目的之外，可能大大減少了規模），而是將最終產品的所有方面建模為計算機原型。在波音787夢幻客機中，可以看到這樣一個發展的一個例子，其中第一個全尺寸實體實現是在系列生產線上進行的。計算機建模現在被廣泛應用於汽車設計中，既適用於車輛的造型和空氣動力學形式（特別是用於改善車輛防撞性能和減輕重量以提高里程）。

### 機電工程
原型詞最常見的用途是設計師想通過大規模生產手段建造的非軍事機器（例如汽車、家用電器、消費電子產品）的功能，雖然是實驗版本，而不是一個模型，這是機器外觀的惰性表示，通常由一些非耐用物質製成。
電子設計師通常使用“DIP”軟體包來構建麵包板（免焊萬用電路板）或條板的第一個原型。
然而，越來越多的第一個功能原型建立在幾乎與生產印刷電路板相同的“原型印刷電路板”上，因為印刷電路板製造價格下降，許多組件在封裝過程中不可用，但僅適用於優化的電路板封裝上。

### 電子原型
在電子學中，原型設計意味著建立一個理論設計的實際電路，以驗證其工作原理，並提供一個物理平台進行調試，如果沒有。原型通常使用諸如繞線或麵包板的技術來構造，結果是與設計電氣相同但與最終產品實體上不相同的電路。
存在開放源碼工具，用於記錄電子原型（尤其是麵包板），並轉向實體生產。Arduino等原型平台還簡化了編程和與微控制器交互的任務。開發人員可以選擇使用原型平台部署他們的發明，或者只用微控制器芯片和與其產品相關的電路來替代它們。
技術人員可以使用這些技術快速構建原型（並進行添加和修改），但對於批量生產，批量生產定製 印刷電路板比生產其他類型的原型板要快得多，通常更便宜。快速PCB（印刷電路板）製造和組裝公司的激增使快速原型的概念應用於電子電路設計。

## 計算機編程/計算機科學
在許多編譯程式語言中，一個功能的原型是宣告子程序或者函數（不應該和軟體原型搞混），這個部分是C / C ++特定的；其他方面對這一觀點是簽章、類型、介面。在原型為基礎的程式中（一種物件導向的程式語言），新的物件是經由存在的物件而生成，這就叫做原型。
這一部分有可能是指 Prototype JavaScript Framework。
另外，這部分也可以代表原型設計模式。
軟體原型常常參考成軟件版本週期，這個意思是指軟體運行的第一個版本，通常只有幾個功能被實作，軟件版本週期主要的焦點是具有功能化基礎的程式碼且這些特徵是可以被增加。第一次的軟件版本週期等級軟體最常需要將功能集合在一起，就變成試用版本軟體 （页面存档备份，存于）。
為了測試整個軟體和調整程式，在開發期間和不可預見的情況下正確回應。通常使用者沒有辦法提供一個完整的應用程式目的，輸入的細節、流程、或者在初步階段輸出的要求。在使用者評估測試後，另外一個原型將會被建置在使用者回饋的基礎上，且再次循環到使用者評估測試上。這循環是經由傾聽使用者開始，接著建置或者修改模型，並且讓使用者測試模型，然後回到最初階段。現在有新一代的工具叫做應用程式模擬軟體，這些可以在他們開發前幫助快速的模擬應用程式。
極限編程使用迭代式開發（iterative design）去逐漸增加一個個功能在初始原型。
持續學習的方法在組織或企業內也可以使用商業概念或者經由軟體模型產生的流程原型。

### 數據原型
資料的原型是一種功能或工作的原型，它建立的理由通常是數據遷移（data migration），資料集合（data integration）或者應用程式實作專案且用作輸入的的原始材料是所有相關數據的實際例子，它存在於專案的開始。
資料原型的目標是生產：
1.一組資料的清理和轉換的規則被視為產生資料，而且都要合乎目的。
2.一個資料集是這些規則的結果會被應用於相關來源資料的實際例子。
如要實現這一點，一個資料的架構師使用圖形化介面去開始互動和進行轉換和使用原始資料清理規則。然後對資料結果進行評估並對規則進行細化。除了資料架構師對螢幕上資料明顯觀看檢查之外，通常評估和驗證方法使用資料描繪出軟體的輪廓，然後將資料穿插到目標應用程式的測試版本中並試用他。

## 比例塑模
在比例塑模領域（包括模型軌道、車輛建模、飛機建模、軍事建模等），比例塑型的原型是依據真實世界基礎或來源，如真正的 EMD GP38-2機車 -這是 Athearn 的原型（其他製造商）機車模型。在技術上，任何非生物體都可以有機會作為模型的原型，包括結構，設備和電器等，但通常原型已經意味著包括汽車在內的全尺寸真實車輛（原型1957雪佛蘭產生了許多型號）、軍事設備（如美國軍人的最喜愛的雪曼戰車 M4 Shermans）、鐵路設備、摩托車、摩托車和太空船（現實世界如阿波羅火箭計畫/土星火箭）。截至2014年，基本的快速原型機（如3D打印機）的成本約為2,000美元，但更大和更精確的機器的成本可能高達50萬美元。

## 計量學
在計量學的科學和實踐中，原型是一種人造物件，被用作測量物理量的一個標準，從而將該物理量的所有測量結合起來。有時這個標準對像被稱為工件。在國際單位體系（SI）中，目前使用的唯一原型是國際原型千克，一種固體鉑 - 銥氣瓶，保留在法國西班牙國際保護局（國際權重和度量局）巴黎的郊區。按照定義，質量是一公斤。這個原型的副本被製作並頒發給許多國家來代表公斤的國家標準，並定期與巴黎原型進行比較。
直到1960年，距離儀表以鉑 - 銥原型棒定義，其上有兩個劃痕（根據定義，它們之間的間隔為一米），成為國際原型距離儀表。1983年，儀表被重新定義為光在二九九七九二四五八分之一秒在自由空間中所涵蓋的距離（從而限定光的速度是每秒299792458米）。

## 自然科學
在許多科學中，從病理學到分類學，原型是指疾病、物種等，為整個類別樹立了良好的榜樣。在生物學中，原型是物種或其他群體的祖先或原始形式。

## 外部連結
- 快速驗證概念、節省開發成本的方法 – Prototyping （页面存档备份，存于）, by 設計大舌頭 （页面存档备份，存于）
- 現今 UI 設計流程中少不了的 Prototyping （页面存档备份，存于）